# تومي بينغ
تومي بينغ (بالإنجليزية: Tommy Bing)‏ (24 نوفمبر 1931 في المملكة المتحدة - 18 مايو 2015 في المملكة المتحدة) هو لاعب كرة قدم بريطاني في مركز الوسط. لعب مع توتنهام هوتسبير ونادي مارغيت.

## وصلات خارجية
- تومي بينغ على موقع قاعدة بيانات كرة القدم.إي يو (الإنجليزية)